# Surtjärn (naturreservat)
Surtjärn är ett naturreservat i Hofors kommun i Gävleborgs län.
Området är naturskyddat sedan 1996 och är 8 hektar stort. Reservatet ligger vid nordöstra stranden av sjön Hyn med sjön Surtjärnen omgiven av kärrmark i norra delen av reservatet. Det består av gammal blandbarrskog.